# Detroit
Detroit (IPA: [dɪˈtʰɹɔɪt]; tiếng Pháp: D'étroit, phát âm [detʁwa]) là thành phố lớn nhất của tiểu bang Michigan, Hoa Kỳ, là thủ phủ của Quận Wayne. Thành phố được thành lập năm 1701 bởi các nhà buôn lông thú người Pháp. Đây là thành phố cảng lớn, tọa lạc tại phía bắc Windsor, Ontario (Canada), bên sông Detroit ở phía trung tây của vùng Ngũ Đại Hồ. Dân số vùng đô thị Detroit: 5.456.428 người. Diện tích thành phố: 370,2 km² (142,9 dặm vuông), trong đó: diện tích đất là 359,4 km², diệc tích mặt nước: 10,8 km². 
|  |  |

Detroit được biết đến như là trung tâm ô-tô truyền thống của thế giới và là một nguồn di sản quan trọng của nhạc pop. Nickname của thành phố là Motor City and Motown. Detroit cũng được biết đến như là "Paris của miền Tây" - tên này xuất phát từ sông Detroit (trong tiếng Pháp là Rivière du Détroit, có nghĩa là dòng sông eo biển), cái tên ám chỉ sự chấp nối của con sông tạo ra giữa Hồ St. Clair và Hồ Erie. Năm 2005, thành phố Detroit xếp thứ 11 trong các thành phố ở Hoa Kỳ về quy mô dân số với 886.675 dân - con số này thấp hơn thời kỳ dân số đạt cực điểm năm 1950. Detroit đứng đầu Hoa Kỳ về sự sụt giảm dân số đô thị trong vòng 50 năm qua. Detroit trung tâm của là một trong 10 vùng đô thị lớn nhất Hoa Kỳ. Tỷ lệ tội phạm của thành phố này đã mang đến tai tiếng cho thành phố Detroit trong lúc thành phố không ngừng đấu tranh chống lại gánh nặng về sự bất hòa giữa các dân tộc thành phố với vùng xung quanh. Thành phố đã trải qua một thời kỳ sụt giảm ngân sách kéo theo sự cắt giảm các dịch vụ của thành phố. Tuy nhiên, trung tâm đô thị Detroit đang phục hồi với việc xây dựng các trụ sở của các công ty phần mềm, một trung tâm Phục Hưng được nâng cấp gần đây, 3 sòng bạc, các sân vận động mới và the khu đi dạo ven sông Detroit Riverwalk. Thành phố là trung tâm giải trí cho vùng đô thị. Người dân Detroit được gọi là "Detroiters." Tên Detroit cũng được dùng để gọi vùng đô thị Detroit - một vùng đô thị có 4.488.335 dân, nếu tính cả khu vực chín quận nữa thì dân số là 5.456.428 người. Nếu tính cả thành phố Windsor của Canada nằm kề vùng đô thị thì dân số khu vực này là 5,9 triệu.

## Khí hậu
| Dữ liệu khí hậu của Detroit (Sân bay quốc tế Detroit) 1981−2010, cực độ 1874−nay | Dữ liệu khí hậu của Detroit (Sân bay quốc tế Detroit) 1981−2010, cực độ 1874−nay | Dữ liệu khí hậu của Detroit (Sân bay quốc tế Detroit) 1981−2010, cực độ 1874−nay | Dữ liệu khí hậu của Detroit (Sân bay quốc tế Detroit) 1981−2010, cực độ 1874−nay | Dữ liệu khí hậu của Detroit (Sân bay quốc tế Detroit) 1981−2010, cực độ 1874−nay | Dữ liệu khí hậu của Detroit (Sân bay quốc tế Detroit) 1981−2010, cực độ 1874−nay | Dữ liệu khí hậu của Detroit (Sân bay quốc tế Detroit) 1981−2010, cực độ 1874−nay | Dữ liệu khí hậu của Detroit (Sân bay quốc tế Detroit) 1981−2010, cực độ 1874−nay | Dữ liệu khí hậu của Detroit (Sân bay quốc tế Detroit) 1981−2010, cực độ 1874−nay | Dữ liệu khí hậu của Detroit (Sân bay quốc tế Detroit) 1981−2010, cực độ 1874−nay | Dữ liệu khí hậu của Detroit (Sân bay quốc tế Detroit) 1981−2010, cực độ 1874−nay | Dữ liệu khí hậu của Detroit (Sân bay quốc tế Detroit) 1981−2010, cực độ 1874−nay | Dữ liệu khí hậu của Detroit (Sân bay quốc tế Detroit) 1981−2010, cực độ 1874−nay | Dữ liệu khí hậu của Detroit (Sân bay quốc tế Detroit) 1981−2010, cực độ 1874−nay |
| Tháng                                                                            | 1                                                                                | 2                                                                                | 3                                                                                | 4                                                                                | 5                                                                                | 6                                                                                | 7                                                                                | 8                                                                                | 9                                                                                | 10                                                                               | 11                                                                               | 12                                                                               | Năm                                                                              |
| -------------------------------------------------------------------------------- | -------------------------------------------------------------------------------- | -------------------------------------------------------------------------------- | -------------------------------------------------------------------------------- | -------------------------------------------------------------------------------- | -------------------------------------------------------------------------------- | -------------------------------------------------------------------------------- | -------------------------------------------------------------------------------- | -------------------------------------------------------------------------------- | -------------------------------------------------------------------------------- | -------------------------------------------------------------------------------- | -------------------------------------------------------------------------------- | -------------------------------------------------------------------------------- | -------------------------------------------------------------------------------- |
| Cao kỉ lục °F (°C)                                                               | 67 (19)                                                                          | 70 (21)                                                                          | 86 (30)                                                                          | 89 (32)                                                                          | 95 (35)                                                                          | 104 (40)                                                                         | 105 (41)                                                                         | 104 (40)                                                                         | 100 (38)                                                                         | 92 (33)                                                                          | 81 (27)                                                                          | 69 (21)                                                                          | 105 (41)                                                                         |
| Trung bình ngày tối đa °F (°C)                                                   | 32.0 (0.0)                                                                       | 35.2 (1.8)                                                                       | 45.8 (7.7)                                                                       | 59.1 (15.1)                                                                      | 69.9 (21.1)                                                                      | 79.3 (26.3)                                                                      | 83.4 (28.6)                                                                      | 81.4 (27.4)                                                                      | 74.0 (23.3)                                                                      | 61.6 (16.4)                                                                      | 48.8 (9.3)                                                                       | 36.1 (2.3)                                                                       | 59.0 (15.0)                                                                      |
| Tối thiểu trung bình ngày °F (°C)                                                | 19.1 (−7.2)                                                                      | 21.0 (−6.1)                                                                      | 28.6 (−1.9)                                                                      | 39.4 (4.1)                                                                       | 49.4 (9.7)                                                                       | 59.5 (15.3)                                                                      | 63.9 (17.7)                                                                      | 62.6 (17.0)                                                                      | 54.7 (12.6)                                                                      | 43.3 (6.3)                                                                       | 34.3 (1.3)                                                                       | 24.1 (−4.4)                                                                      | 41.8 (5.4)                                                                       |
| Thấp kỉ lục °F (°C)                                                              | −21 (−29)                                                                        | −20 (−29)                                                                        | −4 (−20)                                                                         | 8 (−13)                                                                          | 25 (−4)                                                                          | 36 (2)                                                                           | 42 (6)                                                                           | 38 (3)                                                                           | 29 (−2)                                                                          | 17 (−8)                                                                          | 0 (−18)                                                                          | −11 (−24)                                                                        | −21 (−29)                                                                        |
| Lượng Giáng thủy trung bình inches (mm)                                          | 1.96 (50)                                                                        | 2.02 (51)                                                                        | 2.28 (58)                                                                        | 2.90 (74)                                                                        | 3.38 (86)                                                                        | 3.52 (89)                                                                        | 3.37 (86)                                                                        | 3.00 (76)                                                                        | 3.27 (83)                                                                        | 2.52 (64)                                                                        | 2.79 (71)                                                                        | 2.46 (62)                                                                        | 33.47 (850)                                                                      |
| Lượng tuyết rơi trung bình inches (cm)                                           | 12.5 (32)                                                                        | 10.2 (26)                                                                        | 6.9 (18)                                                                         | 1.7 (4.3)                                                                        | trace                                                                            | 0.0 (0.0)                                                                        | 0.0 (0.0)                                                                        | 0.0 (0.0)                                                                        | 0.0 (0.0)                                                                        | 0.1 (0.25)                                                                       | 1.5 (3.8)                                                                        | 9.6 (24)                                                                         | 42.5 (108)                                                                       |
| Số ngày giáng thủy trung bình (≥ 0.01 in)                                        | 13.1                                                                             | 10.6                                                                             | 11.7                                                                             | 12.2                                                                             | 12.1                                                                             | 10.2                                                                             | 10.4                                                                             | 9.6                                                                              | 9.5                                                                              | 9.8                                                                              | 11.6                                                                             | 13.7                                                                             | 134.5                                                                            |
| Số ngày tuyết rơi trung bình (≥ 0.1 in)                                          | 10.4                                                                             | 8.3                                                                              | 5.4                                                                              | 1.6                                                                              | 0.0                                                                              | 0.0                                                                              | 0.0                                                                              | 0.0                                                                              | 0.0                                                                              | 0.2                                                                              | 2.3                                                                              | 8.5                                                                              | 36.7                                                                             |
| Độ ẩm tương đối trung bình (%)                                                   | 74.7                                                                             | 72.5                                                                             | 70.0                                                                             | 66.0                                                                             | 65.3                                                                             | 67.3                                                                             | 68.5                                                                             | 71.5                                                                             | 73.4                                                                             | 71.6                                                                             | 74.6                                                                             | 76.7                                                                             | 71.0                                                                             |
| Số giờ nắng trung bình tháng                                                     | 119.9                                                                            | 138.3                                                                            | 184.9                                                                            | 217.0                                                                            | 275.9                                                                            | 301.8                                                                            | 317.0                                                                            | 283.5                                                                            | 227.6                                                                            | 176.0                                                                            | 106.3                                                                            | 87.7                                                                             | 2.435,9                                                                          |
| Phần trăm nắng có thể                                                            | 41                                                                               | 47                                                                               | 50                                                                               | 54                                                                               | 61                                                                               | 66                                                                               | 69                                                                               | 66                                                                               | 61                                                                               | 51                                                                               | 36                                                                               | 31                                                                               | 55                                                                               |
| Nguồn: NOAA (độ ẩm, nắng 1961−1990)                                              |                                                                                  |                                                                                  |                                                                                  |                                                                                  |                                                                                  |                                                                                  |                                                                                  |                                                                                  |                                                                                  |                                                                                  |                                                                                  |                                                                                  |                                                                                  |